# Chiese ortodosse orientali
     >75%
     50–75%)
     20–50%
     5–20%
     1–5%
     <1%

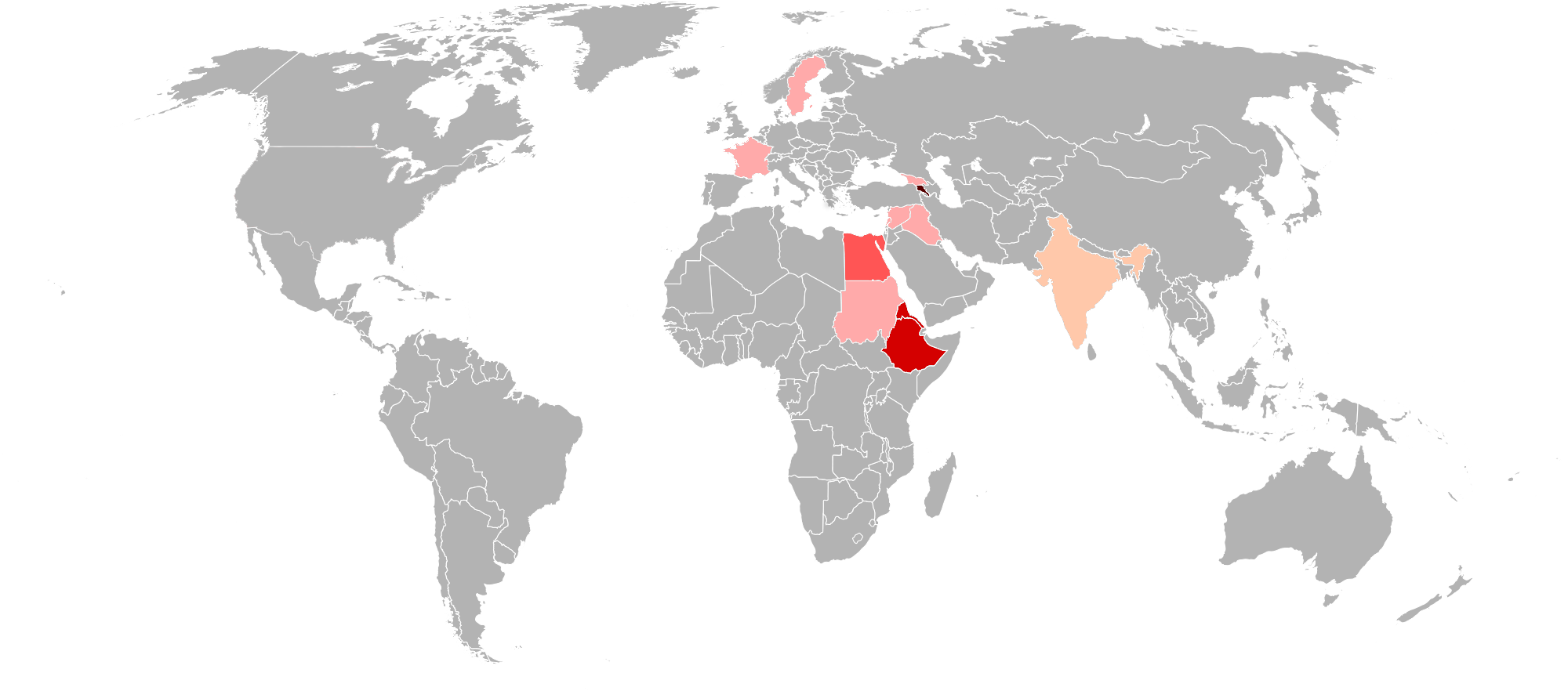
Diffusione dei fedeli delle Chiese ortodosse orientali nei vari Stati del mondo:
>75%
50–75%)
20–50%
5–20%
1–5%
<1%

Le Chiese ortodosse orientali, nel senso qui inteso, sono quelle che, pur riconoscendo i primi tre concili ecumenici, non accettano il quarto (il concilio di Calcedonia del 451) e seguenti e per questo chiamate anche chiese precalcedonesi. Rigettano, cioè, l'insegnamento calcedonense che in Gesù Cristo vi sono "due nature in una persona" e affermano invece, con Cirillo di Alessandria, che concretamente, essendo unite inseparabilmente l'umanità e la divinità di Cristo, "c'è un solo Figlio, una sua unica natura di Verbo incarnato". Questa dottrina, chiamata miafisismo, distingue queste chiese dalle altre chiese cristiane.
Di queste chiese, la copta e la siriaca sono sorte in territori appartenenti, fino alle conquiste degli arabi nel VII secolo, all'Impero romano. L'armena (attualmente due chiese distinte) è sorta invece fuori dell'Impero. Le Chiese in Etiopia e Eritrea, figlie della copta, sono diventate autonome solo nella seconda metà del XX secolo, e la siriaca del Malankara poco prima.

## Denominazione
Il nome generalmente accettato oggi per queste Chiese è "Chiese ortodosse orientali".
Si distinguono da quella famiglia di Chiese, denominate pure "ortodosse", che accettano il concilio di Calcedonia e di cui si tratta collettivamente nella voce Chiesa ortodossa. In inglese e tedesco queste sono chiamate anch'esse "orientali" (usando però un vocabolo distinto ma sinonimo), ma in lingue che non dispongono di una simile coppia di sinonimi sono chiamate "bizantine" o "calcedonesi". Queste ultime lingue attualmente riservano l'aggettivo "orientali" per le Chiese che non accettano il Concilio di Calcedonia.
A motivo del loro rifiuto del concilio di Calcedonia, le Chiese ortodosse orientali sono state classificate pure come "non calcedonesi", "pre-calcedonesi", "anti-calcedonesi", "monofisite", "antiche orientali" e "orientali minori", e come "chiese dei tre concili" (di Nicea 325, Costantinopoli 381 e Efeso 431). Le altre Chiese orientali sono chiamate "Chiese dei sette concili", perché accettano i primi sette concili ecumenici, ma non quelli successivi riconosciuti dalla Chiesa cattolica.
Esse sono da distinguere pure dalla Chiesa assira d'Oriente e dall'Antica Chiesa d'Oriente, a volte chiamate "Chiese dei due concili". Queste sono "orientali", ma non "ortodosse" (v. sotto).

## Le Chiese ortodosse orientali
Pur essendo legate ognuna ad un singolo popolo o a una determinata lingua liturgica, le Chiese ortodosse orientali sono in comunione tra loro. Esse sono:
| Chiesa                                 | Popolo                   | Lingua liturgica | Cristologia | Rito                             |
| -------------------------------------- | ------------------------ | ---------------- | ----------- | -------------------------------- |
| Chiesa ortodossa siriaca               | Area siro-libanese       | Siriaco          | Miafisismo  | Siriaco occidentale o antiocheno |
| Chiesa ortodossa siriaca del Malankara | Stato indiano del Kerala | Siriaco          | Miafisismo  | Siriaco occidentale o antiocheno |
| Chiesa apostolica armena               | Armenia                  | Armeno           | Miafisismo  | Armeno                           |
| Chiesa ortodossa copta                 | Egitto                   | Copto            | Miafisismo  | Alessandrino                     |
| Chiesa ortodossa etiope                | Etiopia                  | Gheez            | Miafisismo  | Alessandrino                     |
| Chiesa ortodossa eritrea               | Eritrea                  | Gheez            | Miafisismo  | Alessandrino                     |

La Chiesa cristiana siriaca giacobita indiana fa parte della Chiesa ortodossa siriaca e perciò non è elencata come settima Chiesa autocefala. Come la Chiesa di cui fa parte, la sua lingua liturgica è il siriaco, la sua liturgia è quella antiochena e la sua cristologia è miafisita.
Per antica tradizione, esiste la possibilità di scegliere i candidati al presbiterato sia tra coloro che vivono il celibato sia tra coloro che sono sposati. Invece i vescovi sono scelti solo tra i presbiteri celibi. Dal momento che ai monaci è sempre richiesto il celibato, i vescovi provengono tutti dal "clero nero".

## Chiese orientali cattoliche nate dalla stessa tradizione
Alcuni membri di queste sei chiese, nel corso dei secoli, hanno accettato il Concilio di Calcedonia e sono ritornate in comunione con Roma, pur mantenendo il rito e la lingua liturgica propria. Per ciascuna di queste comunità orientali esiste quindi una parallela chiesa cattolica. Tali chiese in comunione con la Chiesa di Roma costituiscono una sottosezione (sei Chiese) di quelle 22 Chiese sui iuris chiamate Chiese cattoliche orientali.
Le sei analoghe Chiese cattoliche orientali per rito:
- Chiese di rito siriaco occidentale o antiocheno
  - Chiesa cattolica siriaca
  - Chiesa cattolica siro-malankarese
- Chiesa di rito armeno
  - Chiesa cattolica armena
- Chiese di rito alessandrino
  - Chiesa cattolica copta
  - Chiesa cattolica etiope
  - Chiesa cattolica eritrea

A queste si deve poi aggiungere la Chiesa maronita, che pur praticando il rito antiocheno, è sempre rimasta in comunione con Roma.

## Chiese dei due concili
La divisione fra la storica Chiesa d'Oriente, situata nell'Impero dei Sasanidi, e la Chiesa cristiana nell'Impero romano è avvenuta a seguito del terzo concilio ecumenico, tenutosi ad Efeso nel 431 e che condannò il nestorianesimo. Oggi, la maggior parte dei cristiani della tradizione di tale Chiesa sono membri della Chiesa cattolica caldea, ma esistono anche la Chiesa assira d'Oriente e l'Antica Chiesa d'Oriente.
Oltre alla Chiesa cattolica caldea, diffusa in Medio Oriente, anche la Chiesa cattolica siro-malabarese, diffusa in India, conserva la stessa tradizione liturgica della Chiesa d'Oriente.